# Salvius van Albi
Salvius van Albi (Albi, ? - Albi, 10 september 584) was een Frans heilige en bisschop van Albi in Zuid-Frankrijk.
Hij was eerst advocaat, later werd hij monnik, vervolgens abt en ten slotte rond 574 bisschop. Hij was een vriend van Gregorius van Tours. 
Hij stierf in Albi aan de pest op 10 september 584. Zijn gedachtenis is eveneens op 10 september.
Soms wordt hij verward met Salvius van Amiens, die in dezelfde periode in Amiens bisschop was.